# Oscar Vogt
Oscar Samuel Vogt (* 1927 in Reinach AG; † 21. Januar 2014 in Pfeffikon; heimatberechtigt in Menziken) war ein Schweizer Physiker und Industrieller. Er war Professor und Forscher für Festkörperphysik an der ETH Zürich und an den Bell Laboratories in Murray Hill, New Jersey. Er veröffentlichte über 500 Arbeiten zu den Themen Magnetismus und Supraleitung. Vogt war ein Schwager von Norman Dyhrenfurth.

## Leben
Vogt stammte aus einer alten Industriellenfamilie. Der Vater, Oscar Samuel Vogt (1898–1966), war promovierter Ökonom und Industrieller, die Mutter, Margrit Vogt, geborene Peter, war die Tochter des Diplom-Ingenieurs und langjährigen Direktors der städtischen Wasserversorgung von Zürich, Heinrich Peter (1859–1946). Er war ein Urgrossneffe von Bertrand Vogt. Vogt promovierte an der ETH Zürich unter Georg A. Busch. Neben seiner wissenschaftlichen Tätigkeit war Vogt u. a. Verwaltungsratspräsident und Teilhaber des väterlichen Unternehmens.

## Wissenschaftliche Tätigkeit
Vogt widmete sein wissenschaftliches Schaffen der Erforschung magnetischer Materialien, insbesondere Seltenerd- und Actinidverbindungen. An der ETH Zürich untersuchte er in den 1960er-Jahren die magnetischen Eigenschaften von Seltenerdverbindungen und züchtete mit seinem Assistenten Kurt Mattenberger grosse Einkristalle dieser Materialien – eine herausfordernde Aufgabe, da sie erst bei 2000 °C schmelzen. Seine Arbeiten trugen massgeblich zur quantenmechanischen Erklärung des 4f-Magnetismus bei. In den 1970er-Jahren verlagerte sich sein Interesse auf Actinide, insbesondere Uranverbindungen. Seine Forschung zeigte, dass die 5f-Elektronen der schwereren Actinide mit zunehmender Elektronenzahl zunehmend lokalisiert werden, ähnlich den 4f-Elektronen der Seltenen Erden. Da Experimente mit diesen radioaktiven Materialien an der ETH Zürich nicht möglich waren, etablierte er eine Kooperation mit dem Institut für Transuranelemente in Karlsruhe, wo er seine Methoden auf Neptunium, Plutonium und Americium übertrug.
Neben seiner Forschung an magnetischen Materialien engagierte sich Vogt auch in der Entwicklung supraleitender Drähte. Nach der Entdeckung von Hochtemperatur-Supraleitern mit Sprungtemperaturen bis 136 K war er der Erste, der einen ein Kilometer langen supraleitenden Draht herstellte – ein bedeutender technologischer Fortschritt. Mit über 500 wissenschaftlichen Publikationen prägte Vogt die Festkörperphysik nachhaltig und leistete einen entscheidenden Beitrag zum Verständnis magnetischer und supraleitender Materialien.
Vogt war seit 1962 mit Dietlinde Erlbacher verheiratet und hatte drei Kinder.